# Pena Molexa

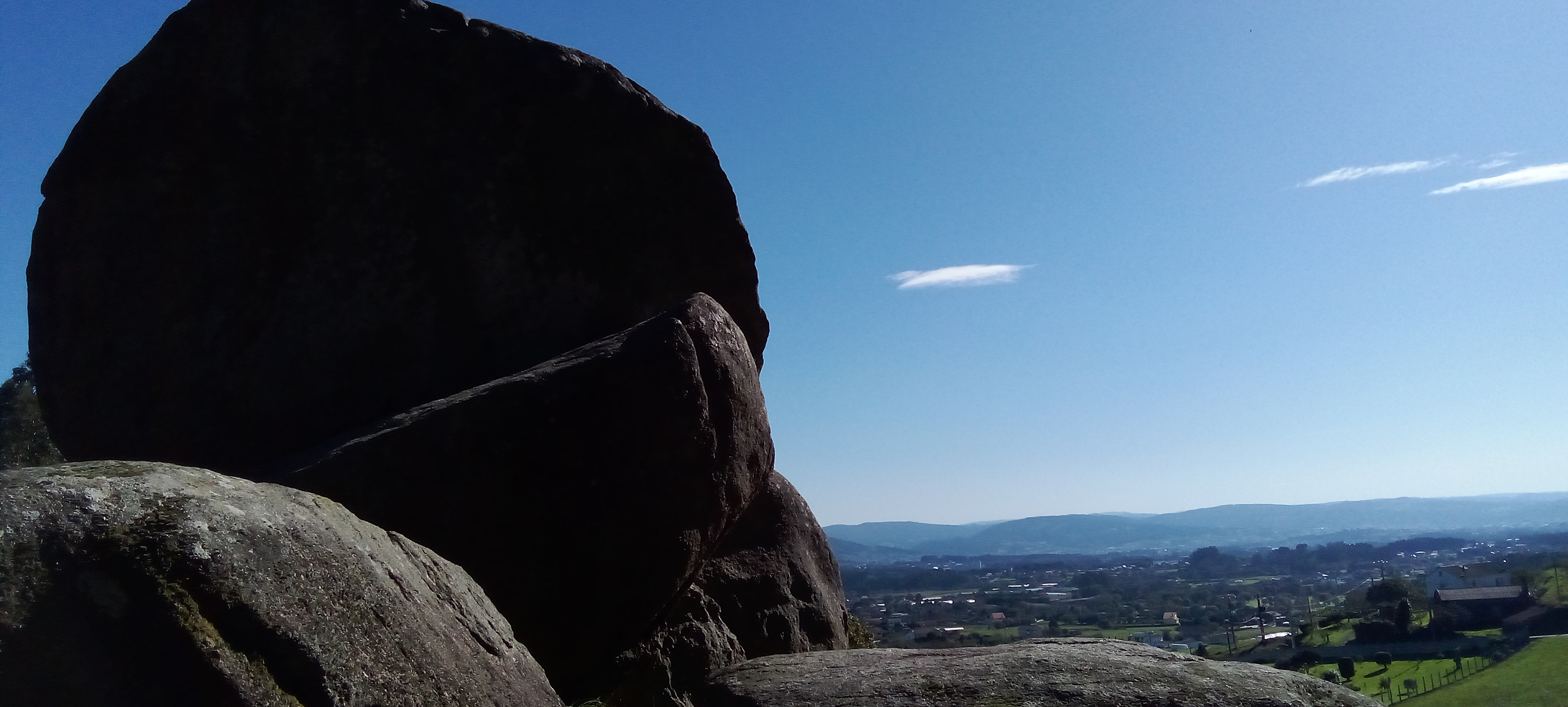
La Pena Molexa

La Pena Molexa es un monumento megalítico situado en la parroquia española de Val Narón, en Galicia. Se encuentra cerca del poblado de Vilasuso y en el camino de acceso al fuerte de Pena Lopesa. 

## Introducción

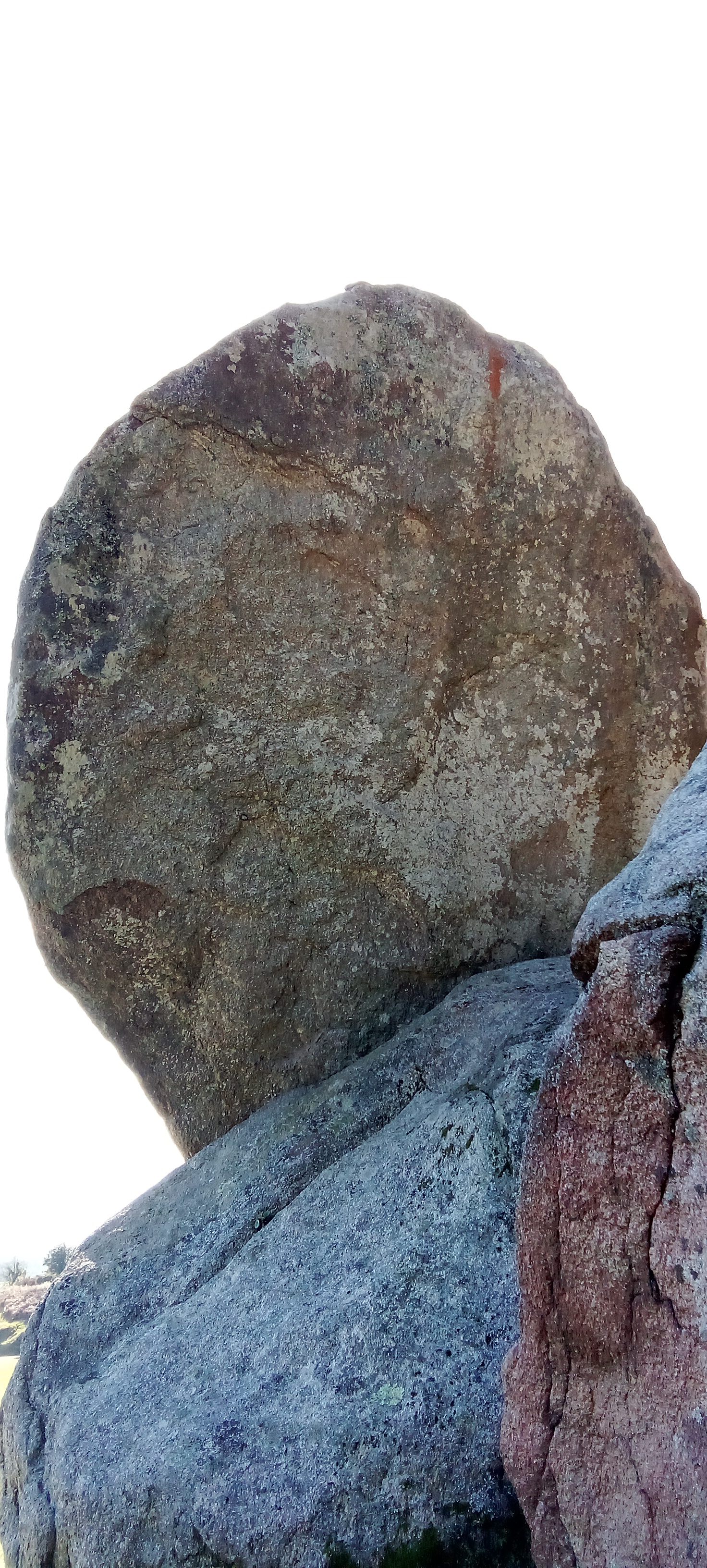
Coloraciones del megalito.

Se trata de una estructura megalítica, donde destaca su gran disco de piedra de varias toneladas colocado en equilibrio sobre enormes rocas, considerada como una “Barca Lunar” megalítica de más de 8.000 años de antigüedad.
Se especula que es un observatorio astronómico, precedente a Crómlech de los Almendros de Portugal y también uno de los pocos monumentos megalíticos dedicados a La Luna, junto con Hendraburnick Quoit en Cornualles (Inglaterra) y el conjunto megalitico de las Piedras de Callanish (Escocia).
Su disposición, presenta en su vista frontal una forma discoide orientada que podría estar orientada con la salida de cada ciclo metónico de luna llena. Se cuenta que el día que sale la luna llena en el solsticio de verano, se ilumina la enorme roca con una tenue luz de tonos violetas.

## Leyendas
La Pena Molexa, es el megalito que concentra más leyendas de Galicia. Todas ellas sobre el concepto Celta de Soberanía Sacra.

### La leyenda de la Moura
Cuenta la leyenda que la mañana de San Juan, una moura muy hermosa se aparece a los jóvenes sobre una roca y junto a un tesoro de oro. La doncella se peina con un peine de oro, mientras espera a un pretendiente que la libere de pasar un año más encerrada en la roca. Ella debe poner a prueba el amor del joven, por lo que le da a elegir entre ella y el tesoro. El pretendiente, año tras año, elige la pieza de oro más valiosa y en ese momento, el oro se desvanece y se convierte en un montón de escamas o carbones. La moura se quedará un año más en el interior del megalito.

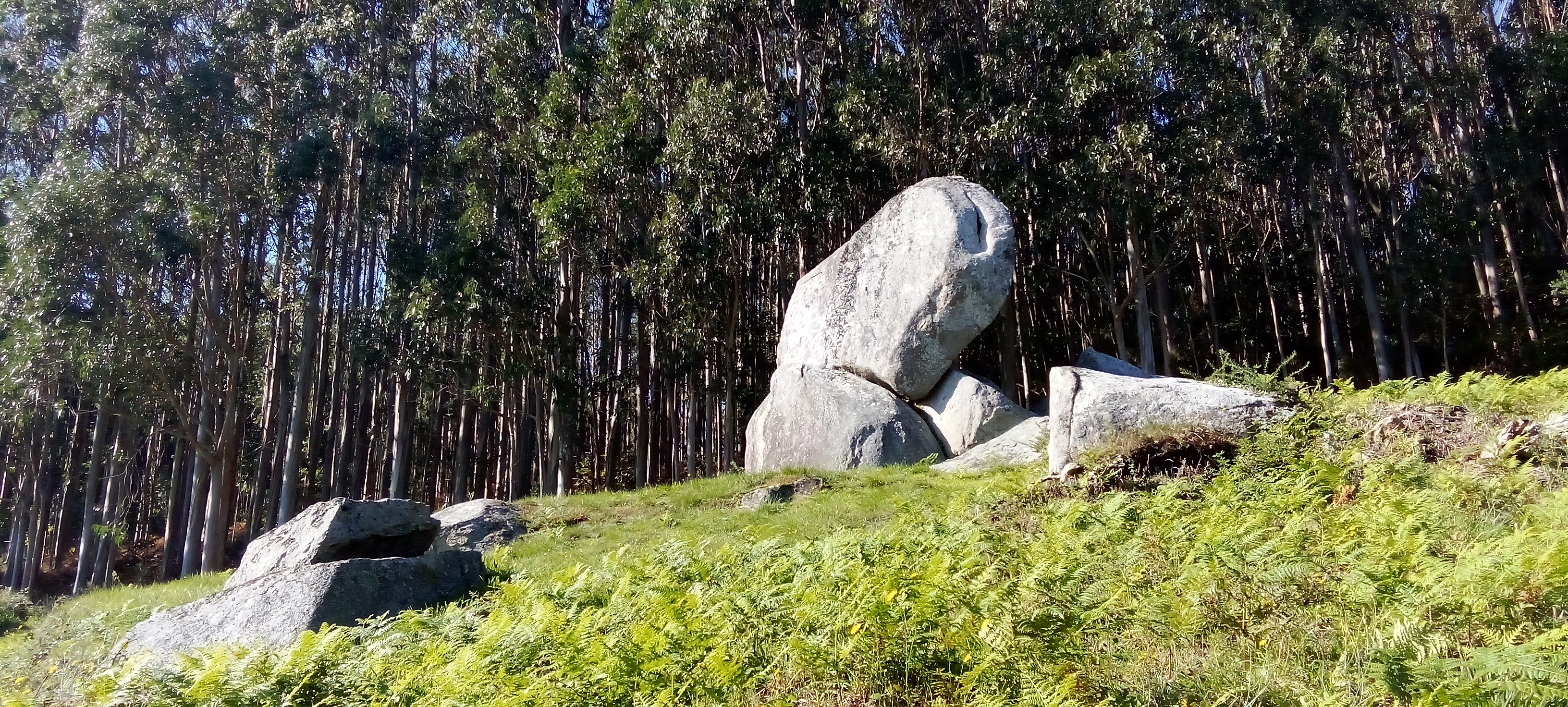
Conjunto megalítico de la Pena Molexa.

### La leyenda del rey y los caballeros.
Esta leyenda cuenta que al pie de Pena Molexa hay otras rocas que son un rey y sus caballeros convertidos en rocas, también por un hechizo. En la noche del solsticio de verano, la noche de San Juan, se transforman nuevamente en humanos, para recordar a las personas que siempre han estado ahí para proteger la tierra. Esa noche el rey y sus hombres y mujeres recorren y vigilan las montañas, visitan y protegen las casas, con el motivo de cuidar a los ancianos. Al final de la noche del solsticio, vuelven a convertirse en piedra.

### La leyenda de las tres mulas.
También durante la noche de San Juan sale un hechizo de la Pena Molexa y tres mulas de oro salen en dirección al mar y nunca se detienen a menos que alguien consiga desencantarlas.

## Ruta de senderismo

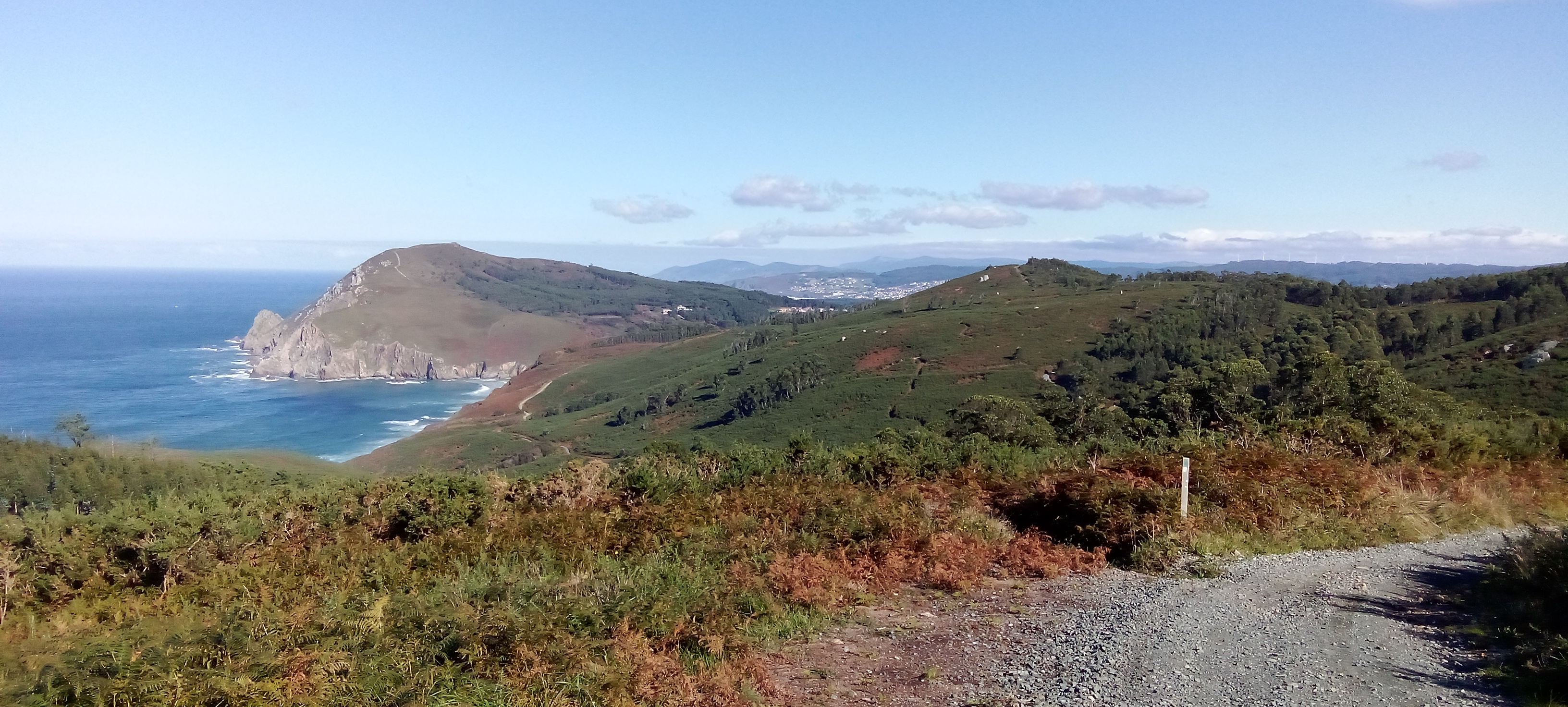
Acantilados Ártabros.

La Pena Molexa marca el inicio de una ruta de senderismo que recorre parte de la Costa Ártabra, desde la que se puede apreciar los grandes acantilados, conocidos por ser los más altos de Europa. A lo largo del camino, los visitantes encontrarán restos arqueológicos que reflejan la antigua presencia humana en la región. Al final del recorrido, el Monte da Lagoa ofrece vistas panorámicas y es un área donde se pueden apreciar diversas especies de flora y fauna autóctonas de Galicia.